# Magleby Stevns Sogn
Magleby Stevns Sogn 
ist eine Kirchspielsgemeinde (dän.: Sogn)
auf der Insel Sjælland im südlichen Dänemark.
Bis 1970 gehörte sie zur Harde Stevns Herred im damaligen Præstø Amt, danach zur Stevns Kommune im Storstrøms Amt, die im Zuge der Kommunalreform zum 1. Januar 2007 in der „neuen“ Stevns Kommune in der Region Sjælland aufgegangen ist.

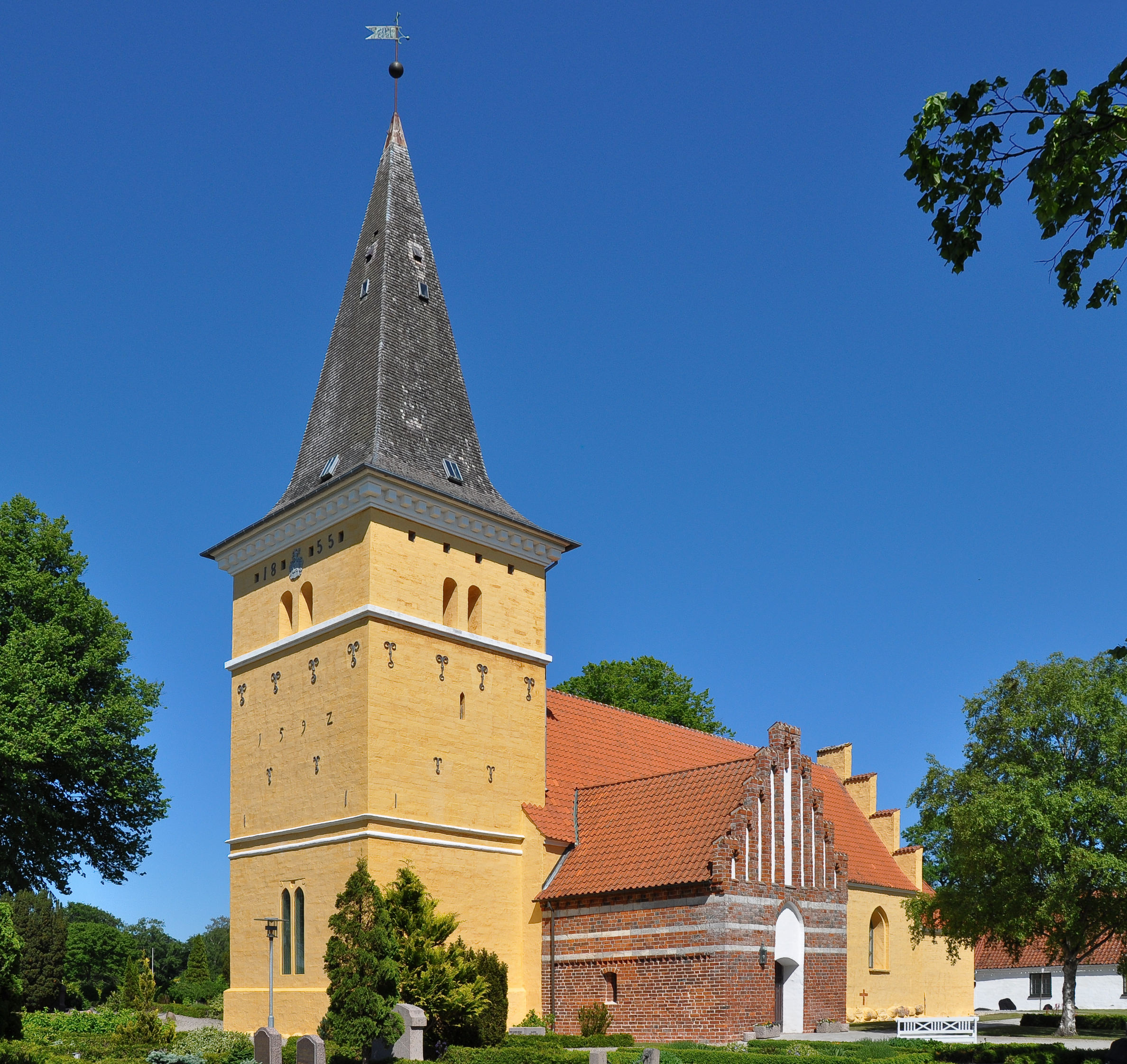
Magleby Kirke (Stevns)

Im Kirchspiel leben 1281 Einwohner, davon 317 im Kirchdorf Magleby (Stand: 1. Januar 2023).
Im Kirchspiel liegt die Kirche „Magleby Stevns Kirke“.
Nachbargemeinden sind im Nordwesten Strøby Sogn, im Westen Varpelev Sogn, im Südwesten Hellested Sogn, im Südosten Store Heddinge Sogn und im Osten Holtug Sogn.